# Wilhelm Hegenscheidt
Wilhelm Hegenscheidt jun. (* 13. Mai 1861 in Gleiwitz, Oberschlesien; † 22. September 1895 in Ratibor, Oberschlesien) war ein deutscher Eisenindustrieller in Ratibor.

## Leben und Beruf
Sein Vater Carl August Wilhelm Hegenscheidt (1823–1891) kam aus Altena, Westfalen, nach Oberschlesien und gründete 1852 in Gleiwitz eine Draht-, Nagel- und Kettenfabrik. Wilhelm junior heiratete die Tochter des Eisenhüttenindustriellen Emil Holz (1840–1915). Seine Brüder waren: Rudolf (1859–1908), Otto (1867–1933) und Friedrich Hegenscheidt (1870–1954).
Die ersten beruflichen Erfahrungen sammelte Wilhelm junior im Betrieb seines Vaters. Wilhelm Hegenscheidt gründete 1889 in Ratibor eine Baubeschlagfabrik. Die Erfolge seine Betriebes erlebte er lediglich sechs Jahre lang. Nachdem er 1895 mit 34 Jahren verstorben war, wurde im Folgejahr 1896 die nach ihm benannte Werkzeugmaschinenfabrik Wilhelm Hegenscheidt G. m. b. H. in Ratibor gegründet. Die Leitung des Betriebes setzte Ernst Blau fort.
Die Wilhelm Hegenscheidt Ges. mbH hatte später einen Sitz in Erkelenz. Geschäftsführer in Erkelenz und Vizepräsident der Hegenscheidt Corporation in Troy (USA) sowie Direktor der Hegenscheidt S.A. in Johannesburg (Südafrika) war Hans Wilhelm Obrig (* 1931).